# Бутурлин, Емельян Иванович
Емелья́н (Омелья́н) Ива́нович Бутурли́н (ум. 1677) — стольник и воевода из рода Бутурлиных. В Подколокольном переулке сохранились его палаты.

## Биография
Сын Ивана Матвеевича Бутурлина (ум. 1628), выборного дворянина по Коломне, воеводы, участника Первого ополчения
В 1613 году участвовал в соборе об избрании на царство Михаила Федоровича в звании стряпчего.
В 1618 году, во время нашествия поляков, был отправлен с князем И. Б. Черкасским в Ярославль «для сбору ратных людей». В 1622 году сидел воеводой в Одоеве. В 1636-40 годах он упоминается в числе стольников в Москве при царском дворе.
В 1645 году, по смерти царя Михаила Федоровича, Бутурлин был отправлен приводить к присяге украинные города Чернь, Новосиль, Ливны, Оскол, Яблонов, Корочу, Волуйку, Усерд и Ольшанск, но успел доехать только до Ливен, где заболел и должен был просить о присылке на своё место другого лица. В 1648 году он участвовал в чине свадьбы царя Алексея.
В 1652 и 1658 годах был воеводой в Белгороде для хранения от нашествия крымцев и здесь выказал большую бдительность; сохранились его донесения в Москву о появлении морового поветрия в Литве и о движениях крымцев и черкас у южных границ Московского государства.
В 1654 году, во время похода царя в Литву, Е. И. Бутурлин был головой казанских дворян и вместе со стольниками Шереметевым и князем Щербатовым был отправлен для занятия Дорогобужа, откуда, выполнив это поручение, был отправлен к деревне Березниковой против поляков, но не застал их там.
В походе 1655 года Е. И. Бутурлин снова принимал участие во главе казанских дворян и ходил из Вильны с князем Буйносовым против поляков.
В 1656 году он участвовал в царском походе под Ригу, занимая должность первого головы для дозирания сторожей в государевом стане.
В 1661 году он упоминается в церемонии приема императорских послов, а, затем, 16 сентября того же года, послан дозирать Веневскую засеку.

## Семья
Первым браком женат на Екатерине Васильевне (ум. 1649), вторым браком — на Прасковье Ивановне (1601—1689). Три сына:
- Самсон (ум. 1684) — стольник.
- Фёдор (1660—1746) — ближний стольник. В чине стольника комнатного был отправлен «по повелению Государя Императора Петра I в Европейские Государства для обучения воинской науке».
- Иван (ум. 1684) — стольник.

Родовая усыпальница Бутурлиных, где покоились Емельян Иванович и члены его семьи, находилась в Симоновом монастыре.